# Hutchins Gordon Burton

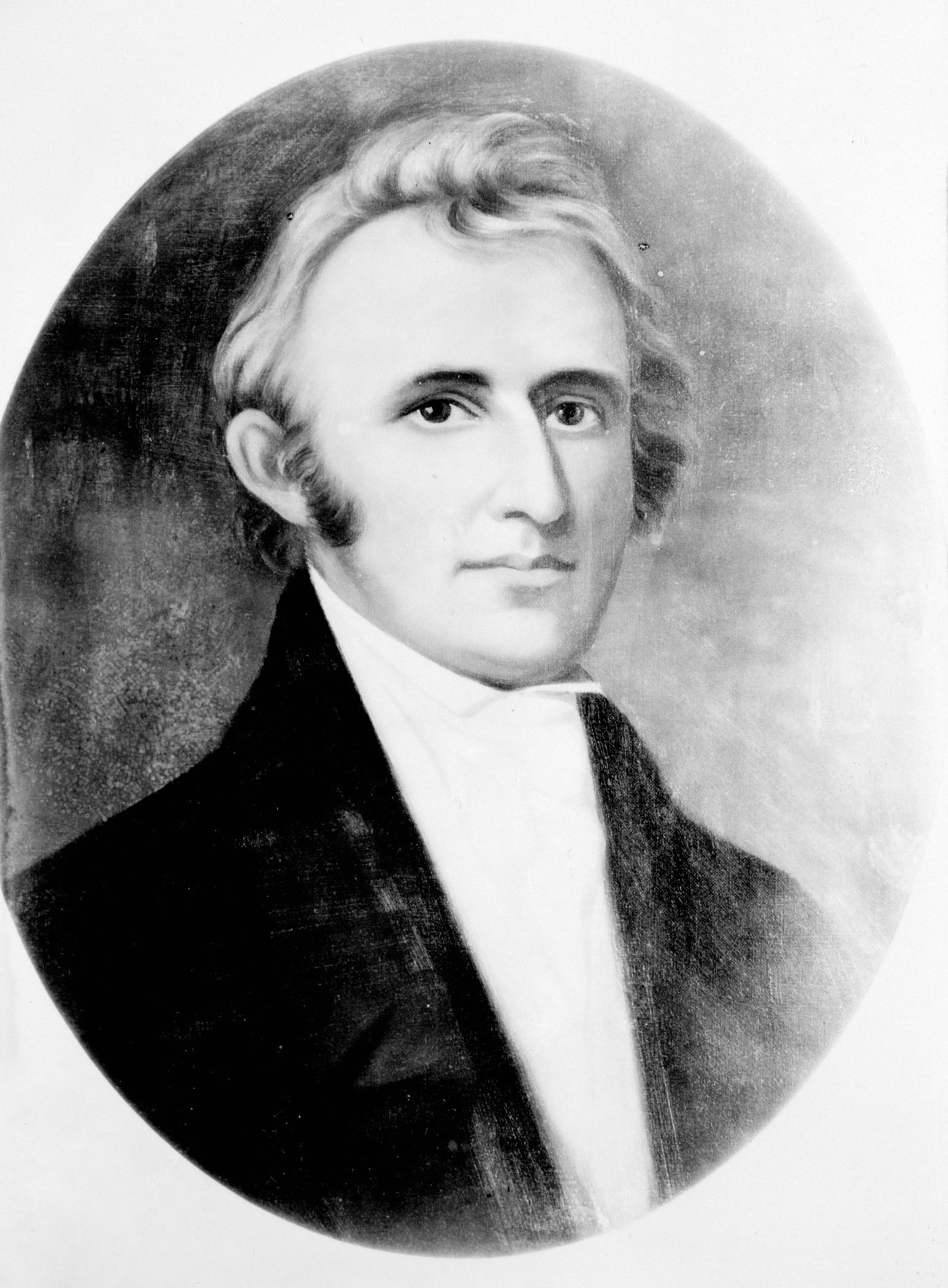
Hutchins Gordon Burton

Hutchins Gordon Burton (* zwischen 1774 und 1782 in Virginia; † 21. April 1836 im Iredell County, North Carolina) war ein US-amerikanischer Politiker (Demokratisch-Republikanische Partei) und der 22. Gouverneur des Bundesstaates North Carolina.

## Frühe Jahre und politischer Aufstieg
Das genaue Geburtsdatum von Hutchins Burton ist nicht bekannt. Selbst über das Geburtsjahr gibt es unterschiedliche Angaben; die Quellen schwanken zwischen den Jahren 1774 und 1782. Nach den Grundschulen besuchte er die University of North Carolina. Nach seinem Jurastudium wurde er 1806 als Rechtsanwalt zugelassen, worauf er eine juristische Laufbahn einschlug.
Im Jahr 1809 wurde er in das Repräsentantenhaus von North Carolina gewählt. Zwischen 1810 und 1816 war er Justizminister (Attorney General) des Bundesstaates. 1817 zog er nach Halifax. Im selben Jahr wurde er erneut in das Parlament gewählt. Zwischen 1819 und 1824 vertrat er seinen Heimatstaat im US-Repräsentantenhaus in Washington.

## Gouverneur von North Carolina
Im Jahr 1824 wurde er vom Staatsparlament zum Gouverneur von North Carolina gewählt. In den beiden folgenden Jahren wurde er jeweils in diesem Amt bestätigt. Er trat sein Amt am 7. Dezember 1824 an und behielt es bis zum 8. Dezember 1827. Als Gouverneur setzte er sich für die Verbesserung der Infrastruktur des Landes ein und unterstützte eine Reform des Justizwesens. Im Jahr 1825 empfing er den französischen General Lafayette, der bei einem USA-Besuch Station in North Carolina machte.

## Weitere Karriere
Nach dem Ende seiner Amtszeit wurde er von US-Präsident John Quincy Adams zum Gouverneur des Arkansas-Territoriums ernannt. Da diese Ernennung aber vom US-Senat nicht bestätigt wurde, konnte Burton dieses Amt nicht ausüben. Arkansas war damals noch kein Bundesstaat der USA und wurde als Territorium direkt von der Bundesregierung verwaltet. Die Ablehnung Burtons im Senat hing mit den politischen Spannungen im Washington jener Zeit zusammen, als sich die neu gegründete Demokratische Partei unter Andrew Jackson in Opposition zu Präsident Adams und dessen Anhängern stellte und präsidiale Entscheidungen zeitweise mit ihrer Mehrheit blockierte. Burton zog sich nun aus der Politik zurück. Er starb 1836 im Iredell County, als er gerade einen Familienbesuch unternahm. Er war mit Sara Wales Jones verheiratet. Das Paar hatte mehrere Kinder.